# Bessèja
Bessèja (en francès Bessèges) és un municipi francès situat al departament del Gard i a la regió d'Occitània.